# Ojciec Brown
Ojciec Brown (ang. Father Brown) – postać fikcyjna, ksiądz katolicki, detektyw amator, bohater cyklu opowiadań detektywistycznych autorstwa G.K. Chestertona. Prekursor postaci duchownego-detektywa.
Chesterton w swoich opowiadaniach wykreował postać będącą przeciwieństwem Sherlocka Holmesa, nie tylko pod względem wyglądu (ojciec Brown jest niski i pulchny), ale i sposobu prowadzenia śledztwa. Chesterton, będący wielbicielem opowiadań detektywistycznych z Holmesem, nie eksponuje jednak tak jak Arthur Conan Doyle metody dedukcyjnej przy rozwiązywaniu spraw kryminalnych, przy tym kładzie nacisk na aspekty psychologiczne przestępstwa. Ojciec Brown posługuje się zatem racjonalnymi metodami, jednak występuje raczej w roli duszpasterza, który z racji wykonywanej profesji potrafi lepiej niż inni wniknąć w duszę przestępcy-grzesznika, nierzadko zresztą pozostawiając kwestię wymierzenia kary wyłącznie Bogu.

## Książki

### Zbiory opowiadań
1. The Innocence of Father Brown (1911), wyd. pol. Niewinność ojca Browna, tłum. Olga Ziemilska (1927)
2. The Wisdom of Father Brown (1914), wyd. pol. O mądrości ojca Browna, tłum. Józefa Zydlerowa (1928)
3. The Incredulity of Father Brown (1926), wyd. pol. Niedowiarstwo księdza Browna, tłum. Adam Cehak-Stodor (1929)
4. The Secret of Father Brown (1927), wyd. pol. Tajemnica ojca Browna, tłum. Józefa Zydlerowa (1928)
5. The Scandal of Father Brown (1935)

### Dodatkowe opowiadania
1. The Donnington Affair (1914)
2. The Vampire of the Village (The Strand Magazine, sierpień 1936)
3. The Mask of Midas (1936)

### Inne kompilacje
1. The Blue Cross, wyd. pol. Niebieski krzyż, tłum. Eileen Arthurton-Barker i Norbert Reh (1947)
2. Father Brown stories (1931), wyd. pol. Przygody księdza Browna, tłum. Tadeusz Jan Dehnel (1969)

## Ekranizacje
Duchowny-detektyw trafił do kina m.in. w komedii Ojciec Brown Roberta Hamera z 1954 r. z Alekiem Guinnessem w roli głównej oraz do serialu telewizyjnego z Kennethem More’em w roli tytułowej (1974). W pełnometrażowym filmie telewizyjnym Ksiądz Brown w roli detektywa (1979) Johna Moxeya wystąpił Barnard Hughes. W 2013 roku BBC rozpoczął emisję nowego serialu opartego na przygodach o. Browna. W roli głównej wystąpił Mark Williams.